# Marke
Marke är en ort i Belgien.   Den ligger i provinsen Västflandern och regionen Flandern, i den västra delen av landet, 80 km väster om huvudstaden Bryssel. Marke ligger 23 meter över havet och antalet invånare är 7 933.
Terrängen runt Marke är platt. Runt Marke är det mycket tätbefolkat, med 1 056 invånare per kvadratkilometer.. Närmaste större samhälle är Kortrijk, 3,2 km nordost om Marke.
Trakten runt Marke består till största delen av jordbruksmark.